# 乘龙怪婿
《乘龙怪婿》是由广东南方电视台和珠江电影制片厂联合出品的大型古装粤语短剧，于2005年2月9日（大年初一）在南方电视台都市频道（南方卫视）首播。该剧以借古喻今的无厘头风格受到观众欢迎，后续的第二部、第三部、第四部分别在2006年1月9日（大年初一）、2006年8月28日、2007年在南方电视台都市频道（南方卫视）首播。

## 制作
2004年，南方电视台为即将上星的都市频道筹拍一部古装短剧《乘龙怪婿》，筹备之时曾考虑由著名笑星陈佩斯出演男主角“贾发”，但出于主攻粤语市场考虑，在临开机前贾发的角色落在了祖籍韶关、能讲纯正粤语的张颂文身上。剧组在广东启用了一群从未有过拍摄经验的80后演员，电视台决定让学院派出身的张颂文临时成立“表演速成班”。同年7月19日，剧组在南海影视城开机，这也是张颂文第一次做表演指导。剧集在2005年春节首播，播出后大受欢迎，剧组趁热打铁推出第二部。
2005年11月，《乘龙怪婿2》在广州珠影排练棚正式开机，主要场景从南海影视城搬到室内，形式也从连续剧改为每集一个独立故事的单元剧，剧组演员进行了大换血，“贾发”一角由更年长的陈祥生（三毛）接任，第一部的海珠乔和贾西施等角色因喜剧效果不佳而取消。《乘龙怪婿2》于2006年春节首播，延续了上一部在收视上的成功。
2006年7月，《乘龙怪婿3》在东莞粤晖园开机，基本沿用上一部的原班人马，并加入两个新的主线角色东方乐媛和黄埔大道。
经过近两年共384集的播出，2007年3月，《乘龙怪婿4》在珠影排演场开机拍摄，演员再次大换血。由于观众对剧集风格和演员转换的不满意，剧集收视和口碑出现下滑。在播出第四季120集后，制作方决定结束《乘龙怪婿》系列，将制作资源和部分演员转移至另一部粤语短剧《七十二家房客》。

## 剧情介绍

### 第一部
唐朝年间，战功赫赫的御前带刀侍卫贾发，因宫廷争端逃难到长安附近的“有德镇”，隐姓埋名当起了妇科大夫。不料4个如花似玉的女儿招来的女婿却奇奇怪怪，还讲满口让人听不明白的粤语。接着，麻烦接踵而来，落难失忆的岭南王、微服私访的皇帝一个接一个神秘出现，他们对贾家的四朵金花展开了疯狂攻势，贾家爆发了一场前所未有的大战……

### 第二部
第一部中的贾家大富大贵，有大户人家的派头，第二部中的他们遇上了皇帝驾崩，立刻从小康坠入困顿，从此这群各怀心思、性格各异的小人物开始了漫长曲折的奋斗史，也展开了贾家第二次搞笑之旅，笑料无所不用其极，今为古用、借古讽今。

### 第三部
贾发被封为“极品正需公”，贾家崛起。贾发和贾夫人作为父母希望儿女们都能得到幸福，并紧密地伴随在自己的周围。但后一辈都有自己的想法，一切并不如愿。白雪公主秋香在贾家作威作福，众人十分头痛，最终她终于同意外嫁和番，令大家松了一口气；貂婵离亲后一直单身，遇到离家逃婚的黄埔大道后，二人成为一对欢喜冤家；尚下九与昭君结婚多年无子，二人开始四处寻找解决办法；玉环与西门口不愿意成亲，令贾发夫妇十分不愉快；秋香突然逃婚回家，家中多了一个麻烦人。贾发夫妇对女儿们的婚姻大事及婚姻后的管制，遭到后辈的反抗，经过一系列矛盾与冲突，最后一家人和好如初。

### 第四部
贾发、武德训、尚下九三个人的身份、地位和家庭背景发生了巨大的变化。贾发为保“极品正需公”称号倾尽家囊，因一文钱的官司下岗的武德训变为一贫如洗的平民，尚下九当上了镇长。贾发为了虚名而不惜倾家荡产的行为令贾家上下不满，而尚下九当上镇长后，又令贾发在家中及在有德镇的地位受到严重影响，贾家渐渐分家了。后来武德训凭借自己的奋发和努力，终于重新当上了镇长。失败后的尚下九更是没有面子回贾家，但在贾家众女儿的通力合作下，最后一家人和好如初。

## 演员列表
| 演员                        | 角色     | 介绍 |
| --------------------------- | -------- | --- |
| 张颂文（第一部）            | 贾发     | 原御前带刀侍卫，由于丢失皇帝的回忆录犯下大错而逃离皇宫，与家人隐居于有德镇，成为一位妇科大夫，并经营必胜客栈（原型必胜客）。现武功时有时无 口头禅为“真系家门不幸啊” 第三部时被皇上封为“极品正需公”，也是“乡绅会”会长                                 |
| 陈祥生（第二、三、四部）    | 贾发     | 原御前带刀侍卫，由于丢失皇帝的回忆录犯下大错而逃离皇宫，与家人隐居于有德镇，成为一位妇科大夫，并经营必胜客栈（原型必胜客）。现武功时有时无 口头禅为“真系家门不幸啊” 第三部时被皇上封为“极品正需公”，也是“乡绅会”会长                                 |
| 许婉儿（第一部）            | 如梦     | 贾发的梦中情人 |
| 罗曼君（第一部）            | 贾夫人   | 贾发之妻，按贾家家规未生男丁未能转正，梦想成为正室夫人 不识字，经常讲错成语 第四部吸收东方乐缘的功力而力大无穷 潘洁第一部客串出演记事 |
| 潘洁（第二、三、四部）      | 贾夫人   | 贾发之妻，按贾家家规未生男丁未能转正，梦想成为正室夫人 不识字，经常讲错成语 第四部吸收东方乐缘的功力而力大无穷 潘洁第一部客串出演记事 |
| 谭靖雯（第一部）            | 贾西施   | 名称灵感来自历史人物、中国古代四大美女之一西施，贾发长女 兒時患有失心瘋，後康復 在第二部后取消该角色。 |
| 陈萧蓬（第一、二、三部）    | 贾昭君   | 名称灵感来自历史人物、中国古代四大美女之一王昭君 贾发次女 经常被尚下九称呼为“肥仔昭” |
| 张莹（第四部）              | 贾昭君   | 名称灵感来自历史人物、中国古代四大美女之一王昭君 贾发次女 经常被尚下九称呼为“肥仔昭” |
| 钟弦（第一部）              | 贾貂蝉   | 名称灵感来自历史人物、中国古代四大美女之一貂蝉 贾发三女 热爱打扮 第二部与江南大道离婚 |
| 蔡紫芬（第二、三、四部）    | 贾貂蝉   | 名称灵感来自历史人物、中国古代四大美女之一貂蝉 贾发三女 热爱打扮 第二部与江南大道离婚 |
| 陳玉敏（第一部）            | 贾玉环   | 名称灵感来自历史人物、中国古代四大美女之一杨玉环，贾发幼女，幼年走失 第二部中被聘为有德镇捕头 男孩子性格，与西门口为欢喜冤家 第四部与西门口结婚，开设射龙门镖局。                                                                                    |
| 刘珂（第二、三部）          | 贾玉环   | 名称灵感来自历史人物、中国古代四大美女之一杨玉环，贾发幼女，幼年走失 第二部中被聘为有德镇捕头 男孩子性格，与西门口为欢喜冤家 第四部与西门口结婚，开设射龙门镖局。                                                                                    |
| 梁晶晶（第四部）            | 贾玉环   | 名称灵感来自历史人物、中国古代四大美女之一杨玉环，贾发幼女，幼年走失 第二部中被聘为有德镇捕头 男孩子性格，与西门口为欢喜冤家 第四部与西门口结婚，开设射龙门镖局。                                                                                    |
| 张晓骞（第四部）第460集出场 | 贾玉环   | 名称灵感来自历史人物、中国古代四大美女之一杨玉环，贾发幼女，幼年走失 第二部中被聘为有德镇捕头 男孩子性格，与西门口为欢喜冤家 第四部与西门口结婚，开设射龙门镖局。                                                                                    |
| 蒙伟明（第一、二、三部）    | 尚下九   | 名称灵感来自广州的上下九，昭君的丈夫 必胜客栈掌柜，持牌职业经理人 第四部成为有德镇镇官。 |
| 陈坚雄（第四部）            | 尚下九   | 名称灵感来自广州的上下九，昭君的丈夫 必胜客栈掌柜，持牌职业经理人 第四部成为有德镇镇官。 |
| 梁传斌（第一部）            | 海朱乔   | 名称灵感来自广州的海珠桥，真实身份是岭南王，失忆后流落至有德镇后成为西施的丈夫 在第二部后取消该角色。 |
| 廖伟能（第一部）            | 江南大道 | 名称灵感来自广州的江南大道，貂蝉的丈夫，书呆子，一心想考取功名 第二部中被武德训聘为有得镇衙役，因科举落榜，为不拖累貂蝉而休妻出走。 |
| 孔宪胜（第二部）            | 江南大道 | 名称灵感来自广州的江南大道，貂蝉的丈夫，书呆子，一心想考取功名 第二部中被武德训聘为有得镇衙役，因科举落榜，为不拖累貂蝉而休妻出走。 |
| 羅志敏（第三部）            | 黄埔大道 | 名称灵感来自广州的黄埔大道，貂蝉的追求者，由冤家变为知己，最终离开。 |
| （第四部）                  | 冬豪冲   | 名称灵感来自广州的东濠涌，来自东北的打工者，在第四部与貂蝉修成正果。 |
| 刘汗                        | 西门口   | 名称灵感来自广州的西门口，绰号“大口西”，自稱「傾國傾城、冰雪聰明、恨鎖金瓶、專搞發明」 因与贾家有婚约而入门，但实际上只与鸡拜堂，后喜歡玉環 繼承了父親天才發明家西門吹水的天賦，搞出一堆新潮的發明 第四部成了射龙门镖局的掌门人 第四部与贾玉环结婚。 |
| 许婉儿（第一部）            | 秋香     | 第一部与其余三部拥有不同设定。 名为肖秋香，相貌美丽，与如梦相似，后来做了贾发干女儿，成了贾家的丫环。（第一部） 贾家丫环，龅牙，好吃懒做，性格粗鲁。真实身份是皇上的妹妹。秋香复位为白雪公主后，曾跋扈一时，但后来被贬回为平民。（第二、三、四部）   |
| 王莉莉（第二、三、四部）    | 秋香     | 第一部与其余三部拥有不同设定。 名为肖秋香，相貌美丽，与如梦相似，后来做了贾发干女儿，成了贾家的丫环。（第一部） 贾家丫环，龅牙，好吃懒做，性格粗鲁。真实身份是皇上的妹妹。秋香复位为白雪公主后，曾跋扈一时，但后来被贬回为平民。（第二、三、四部）   |
| 李富贵                      | 武德训   | 有德镇镇官 第一部喜欢西施，第二部被贾玉环所救后视其为梦中情人 第二部曾买下贾家大宅，并聘用贾发作为管家，但被贾家设计低价购回 第四部被革职，被尚下九接替。 与万金尤不和                                                                               |
| 朱国威                      | 吴三     | 有德镇衙差 与秋香相恋 |
| 劳劲涛                      | 吴四     | 有德镇衙差 |
| 何志锋                      | 鸡翼坚   | 尚下九的死党。 第三部为吴好向钱庄员工。 |
| 林心                        | 万金尤   | 名称灵感来自一种药物万金油 有德镇有名的媒婆，脸上有一颗可以到处移动的媒婆痣，贪财、刻薄、极为八卦 第二部曾买下必胜客栈，但被贾家设计低价购回 第三部的时候管理吴好向钱庄 第二部曾钟情于西门口，第四部喜欢罗冲围 与武德训不和                          |
| 陳燕（第三部）              | 东方乐缘 | 名称灵感来自广州的东方乐园，西门口的母亲，武功了得。 |
| 鲁牛（第四部）              | 罗冲围   | 名称灵感来自广州的罗冲围，吴好向钱庄地区总管，万金尤的上司。 喜欢貂婵 |
| 劉亮                        | 先皇     | 京城皇上，跟贾发如同兄弟一般，喜欢打麻将。 |
| 吴家辉                      | 御鸡     | 先皇身边的十二侍卫之一。 |